# Еріх Натуш
Еріх Натуш (нім. Erich Natusch, 23 лютого 1912 — 11 березня 1999) — німецький яхтсмен.
Бронзовий призер Олімпійських Ігор 1952 року в класі Дракон.